# Безпальчева Віра Федорівна
В́іра Ф́едорівна Безп́альчева (26 жовтня 1854, Ромни — 25 березня 1923, Курськ) — українська художниця, скульпторка.

## Життєпис
Віра Безпальчева народилася в Ромнах 26 жовтня 1854 року в родині дворянина Федора Васильовича Безпальчева.
Закінчивши Харківську гімназію, вступила до Петербурзької академії мистецтв, де в 1876 році отримала малу заохочувальну медаль за ліплення з натури. У 1884—1886 роках була слухачкою при академії. 1886 року закінчила педагогічні курси при академії і отримала диплом на право викладання малювання в жіночих навчальних закладах. Її роботи виставлялися в Академії 1883 року, зокрема бюст Гольц.
Після закінчення академії мистецтв займалася живописом і скульптурою. Померла 25 березня 1923 року в місті Курськ.
Пейзажні роботи та скульптури зберігаються Роменському краєзнавчому музеї. Деякі з художніх робіт: «Берег ріки», «Стара будівля», «Зруйнована стодола», «Березова алея».

## Родина
- Прадід — Федір Іванович Безпальчев, громадський діяч, титулярний радник;
- Дід — Василь Безпальчев, штабс-капітан Російської армії;
- Бабуся — Марія Безпальчева (до шлюбу Смирна);
- Батько — Федір Васильович Безпальчев, меценат, громадський діяч;
- Мати — Софія Олександрівна Безпальчева (Бехлій);
- Брат — Іван Федорович Безпальчев, меценат, громадський діяч.